# Spencers Brook
Spencers Brook är en ort i Australien. Den ligger i kommunen Northam och delstaten Western Australia, omkring 77 kilometer öster om delstatshuvudstaden Perth. Antalet invånare är 195.
Runt Spencers Brook är det mycket glesbefolkat, med 2 invånare per kvadratkilometer.. Närmaste större samhälle är Northam, omkring 11 kilometer nordost om Spencers Brook. 
Trakten runt Spencers Brook består till största delen av jordbruksmark. Genomsnittlig årsnederbörd är 633 millimeter. Den regnigaste månaden är september, med i genomsnitt 108 mm nederbörd, och den torraste är december, med 13 mm nederbörd.